# Eliza Nathanael
Eliza Nathanael (* 27. Mai 1973 in Surabaya (anderen Quellen zufolge in Bogor), oft auch nur Eliza tituliert) ist eine ehemalige indonesische Badmintonspielerin. Sie wurde 1994 und 1996 Weltmeisterin mit der indonesischen Damenmannschaft.

## Karriere
Eliza Nathanael war eine Spezialistin für Doppel und Mixed. Sie gewann Titel bei den China Open 1992, Hong Kong Open 1992, Thailand Open 1992 und den French Open 1993 mit Aryono Miranat. Bei der Badminton-Weltmeisterschaft 1993 in Birmingham gewannen beide Bronze. Nathanael siegte ebenfalls im Mixed bei den Südostasienspielen 1997 mit Candra Wijaya.
Im Damendoppel gewann Nathanael die US Open 1996, die Indonesia Open 1996 und 1997 sowie die Südostasienspiele 1997 mit Zelin Resiana. Zweimal stand sie mit ihr auch im Finale der All England. Bei den Olympischen Sommerspielen 1996 in Atlanta schafften sie es bis ins Viertelfinale. Bronze holten sie sich bei der Badminton-Weltmeisterschaft 1997 in Glasgow. Nathanael gewann die Asienspiele 1996 im Damendoppel mit Finarsih sowie die Indonesia Open  1998 mit Deyana Lomban.